# Kloster Strzelno

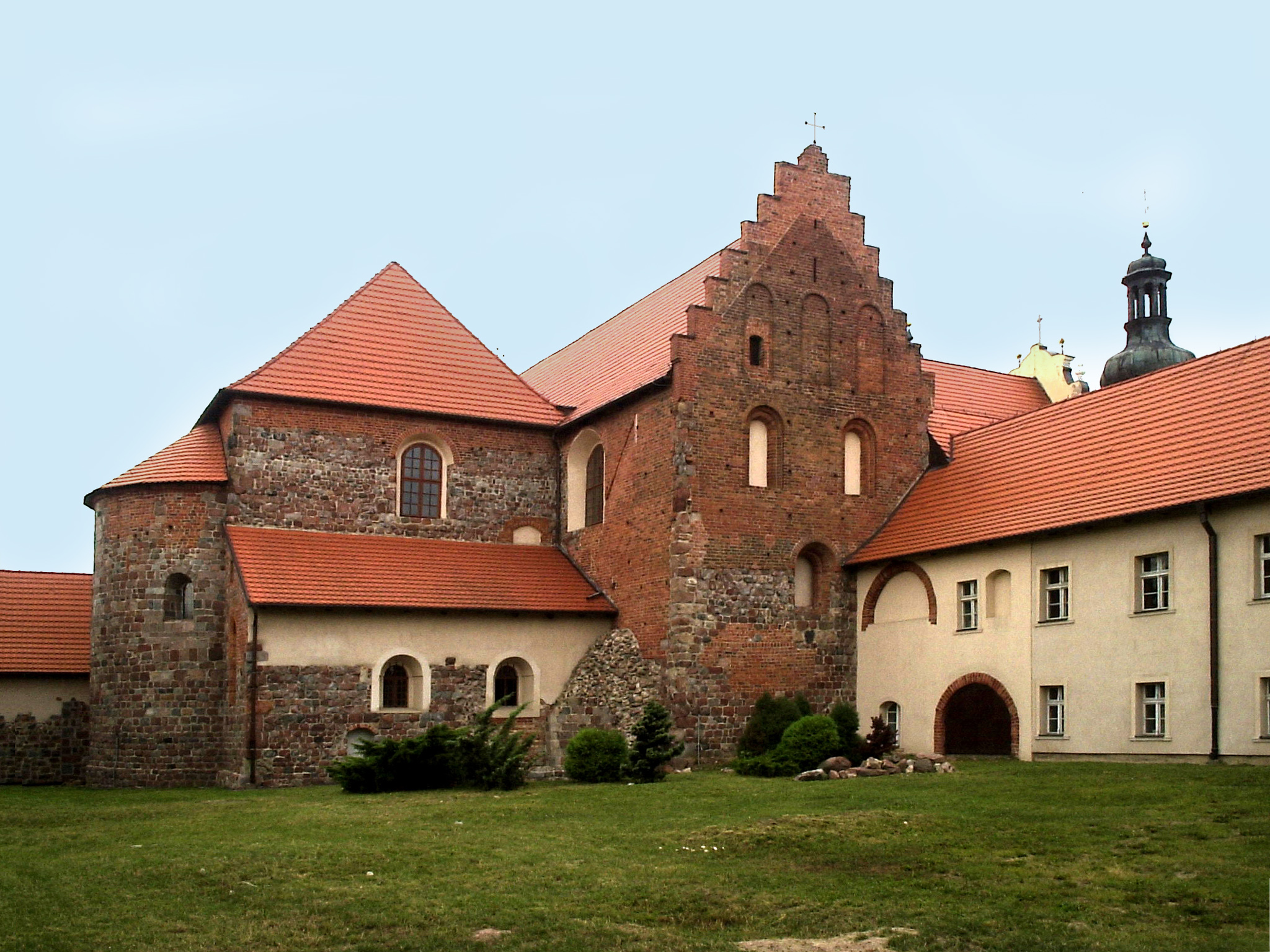
Kirche und ehemalige Klostergebäude

Das Kloster Strzelno war ein Stift von Prämonstratenserinnen in Strzelno in Kujawien in Polen vom 12. bis zum 19. Jahrhundert.

## Geschichte
Das Kloster wurde kurz vor 1190 vom Adligen Petrus Wszeborowic mit Unterstützung einiger Fürsten und Landadliger gegründet. Die Nonnen kamen aus dem Kloster Kościolna Wieś bei Kalisch, das Kloster unterstand dem St. Vinzenzstift in Breslau. Von 1193 ist die erste Urkunde erhalten, sie enthält eine reiche Grundausstattung des Klosters mit 13 Dörfern.
Von Strzelno aus wurden weitere Prämonstratenserinnenklöster in Polen gegründet, so das Kloster Zuckau (Żukowo) 1212 und das Kloster in Krzyżanowice 1247  (erneut). Das Prämonstratenerinnenstift Czarnowanz (Czarnowąsy) wurde 1419 Strzelno unterstellt.
1837 wurde das Kloster aufgelöst und die Kirche dem Bistum unterstellt. Seitdem wurde diese als Pfarrkirche genutzt.

## Kirche St. Mariae und St. Trinitatis

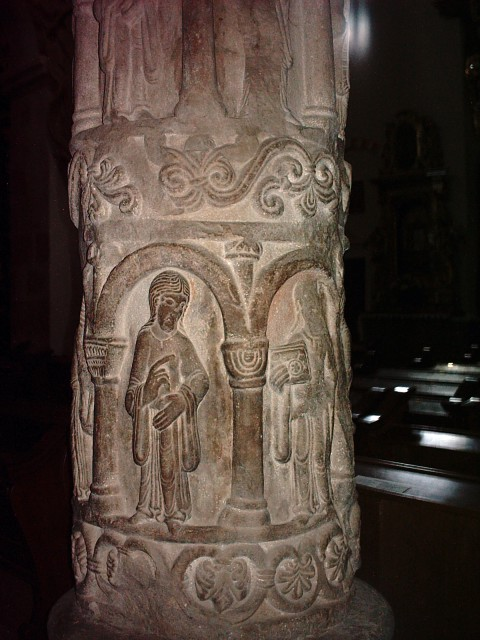
Säule der Tugenden

1216 wurde die Kirche der heiligen Jungfrau Maria und der heiligen Dreifaltigkeit als Klosterkirche geweiht. Sie enthält bis heute einige teilweise einmalige Säulenreliefs als Zeugnisse einer hochwertigen romanischen Architektur.